# Capitolio del Estado de Georgia
El Capitolio del Estado Georgia (en inglés: Georgia State Capitol) es un edificio de importancia arquitectónica e histórica en Atlanta, la capital de Georgia (Estados Unidos). Ha sido nombrado Hito Histórico Nacional y figura en el Registro Nacional de Lugares Históricos. Alberga las oficinas del gobernador, el vicegobernador y el secretario de estado en el segundo piso, cámaras en las que se reúne anualmente de enero a abril la Asamblea General, compuesta por el Senado del Estado de Georgia y la Cámara de Representantes de Georgia. El cuarto piso dispone de galerías para visitantes con vista a las cámaras legislativas y un museo ubicado cerca de la rotonda en la que una estatua de Miss Freedom cubre la cúpula.

## Historia
El primer capitolio en Louisville ya no se mantiene, mientras que en Augusta y Savannah la legislatura se reunió en instalaciones improvisadas, lo que provocó la posterior alternancia entre esas dos ciudades como capital. La legislatura también se reunió en otros lugares, incluido Macon, especialmente durante y justo después de la Campaña de Atlanta de la Guerra de Secesión, que resultó en la captura y quema de Atlanta.
En abril de 1868 Georgia escogió en un referéndum a Atlanta como nueva capital. Hasta entonces la casa del estado (statehouse) se encontraba en Milledgeville. Al principio se usó un edificio de ladrillo de dos pisos, donde está el actual Ayuntamiento de Atlanta y el Palacio de Justicia del condado de Fulton. Allí las condiciones de hacinamiento fueron una constante durante tres gobiernos.

## Arquitectura

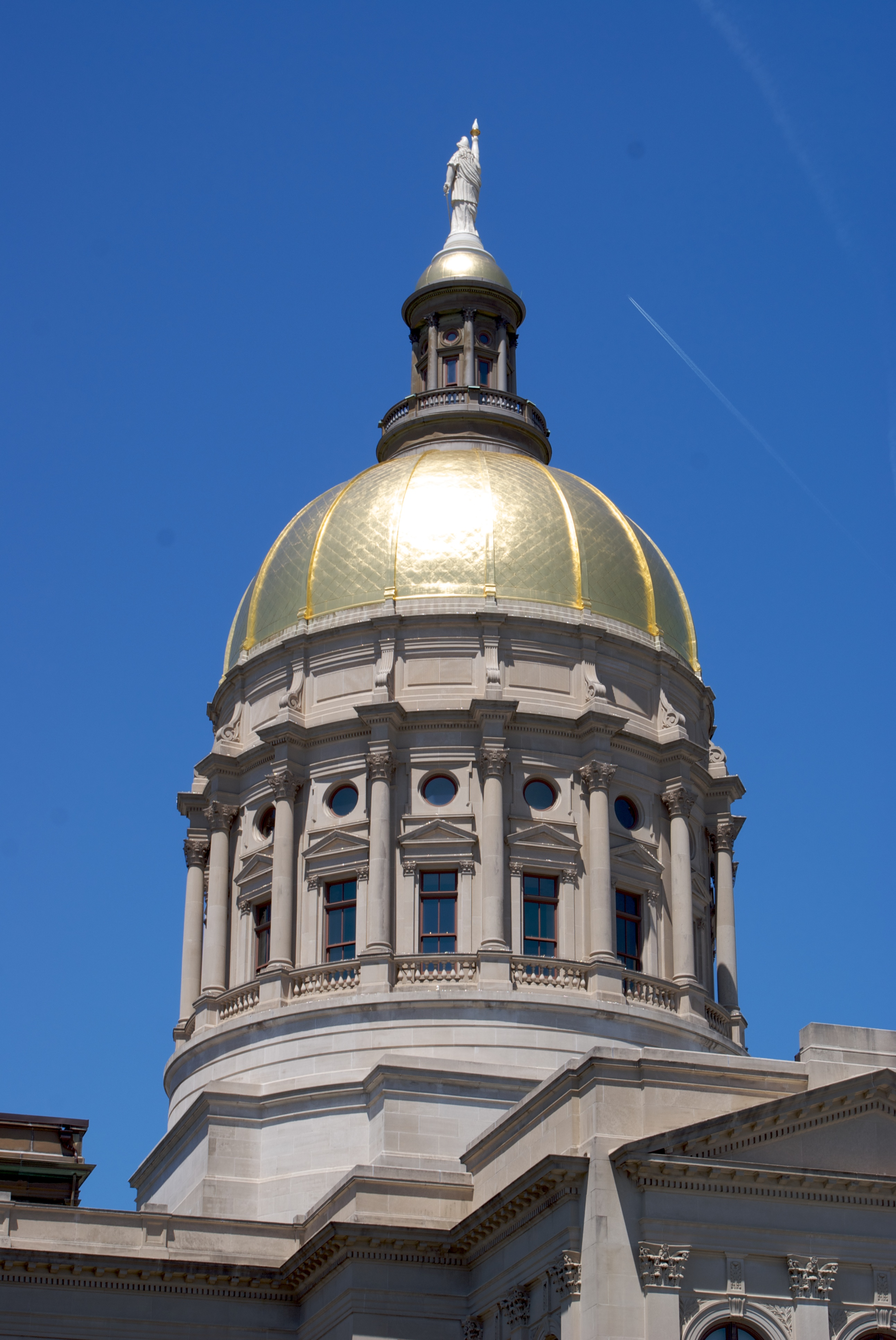
Detalle de la cúpula y estatua de Miss Freedom.

Como muchos capitolios estatales de Estados Unidos, el Capitolio de Georgia está diseñado para parecerse al estilo arquitectónico neoclásico del Capitolio de Estados Unidos, en Washington D. C. El 13 de noviembre de 1884 se inició la construcción del nuevo capitolio, aunque la primera piedra no se colocó hasta el 2 de septiembre de 1885. El antiguo general confederado Philip Cook fue miembro de la comisión que supervisó la planificación y construcción del edificio. La comisión contrató a los arquitectos Willoughby J. Edbrooke y Franklin Pierce Burnham, de Chicago para diseñar el edificio y a Miles y Horne, de Toledo, Ohio, para la construcción. La obra fue finalizada en marzo de 1889. El escultor George Crouch ejecutó todo el trabajo ornamental y la edificio. La estatua de Miss Freedom ha adornado la cúpula desde la inauguración del edificio.
El Capitolio mira hacia el oeste en Washington Street. La fachada presenta un pórtico de cuatro plantas, con frontón de piedra, sostenido por seis columnas corintias colocadas sobre grandes pilares de piedra. El escudo de armas de Georgia, con dos figuras a cada lado, está tallado en el frontón. El interior del Capitolio representa el estilo victoriano de su época. Fue uno de los primeros edificios en tener ascensores, calefacción de vapor centralizada y combinación de luces eléctricas y de gas. En todo el edificio se utilizan pilastras clásicas y paneles de roble. Los pavimentos del interior son de mármol del condado de Pickens, que todavía produce mármol en la actualidad.
La rotonda central abierta está flanqueada por dos alas, cada una con una gran escalera y un atrio de tres pisos coronado por ventanas de triforio. El edificio ha sido objeto de renovaciones frecuentes para adaptarse al crecimiento y cambio de gobierno. La cúpula, originalmente construida con terracota y recubierta con estaño, en una renovación de 1958 lfue dorada con pan de oro nativo de cerca de Dahlonega en el condado de Lumpkin, donde ocurrió la primera fiebre del oro estadounidense durante la década de 1830. Por esta razón, los medios de comunicación de todo el estado se refieren a los asuntos legislativos como lo que está sucediendo «bajo la Cúpula Dorada». Se esperaba que el recubrimiento de oro durara varias décadas, pero al haberse aplicado en invierno,  la hizo susceptible al desgaste debido a la oxidación y a la propia intemperie. En los años 1980 el domo fue restaurado.
En 1997, las cámaras de la Cámara de Representantes y del Senado fueron restauradas a su apariencia de 1889 con una decoración y los esquemas de color replicados. Esto incluyó la demolición de los yesos dañados, la reinstalación de yeso plano en la cúpula, columnas y paredes, y una pintura decorativa en las Cámaras de la Cámara y del Senado.

## Museo del Capitolio de Georgia

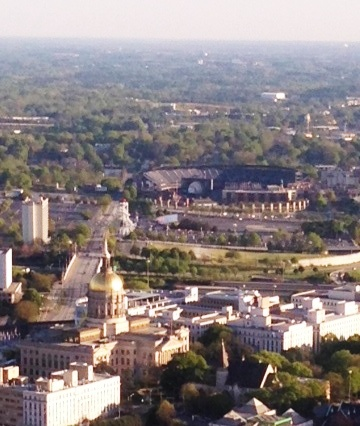
Capitolio de Georgia con Turner Field en segundo plano.

El museo dentro del Capitolio, que existe desde 1889, alberga extensas colecciones que representan la historia natural y cultural de Georgia. Los artefactos, animales, rocas, minerales y fósiles de los nativos americanos ilustran la diversidad de las colecciones. Retirada durante la restauración o renovación, la mayor parte de la colección permanece almacenada. Los retratos de gobernadores, estatuas de georgianos ilustres y banderas históricas de muchas guerras se exponen en todo el Capitolio. Allí están los retratos de todos los gobernadores electos desde 1850, a excepción de Rufus Bullock.

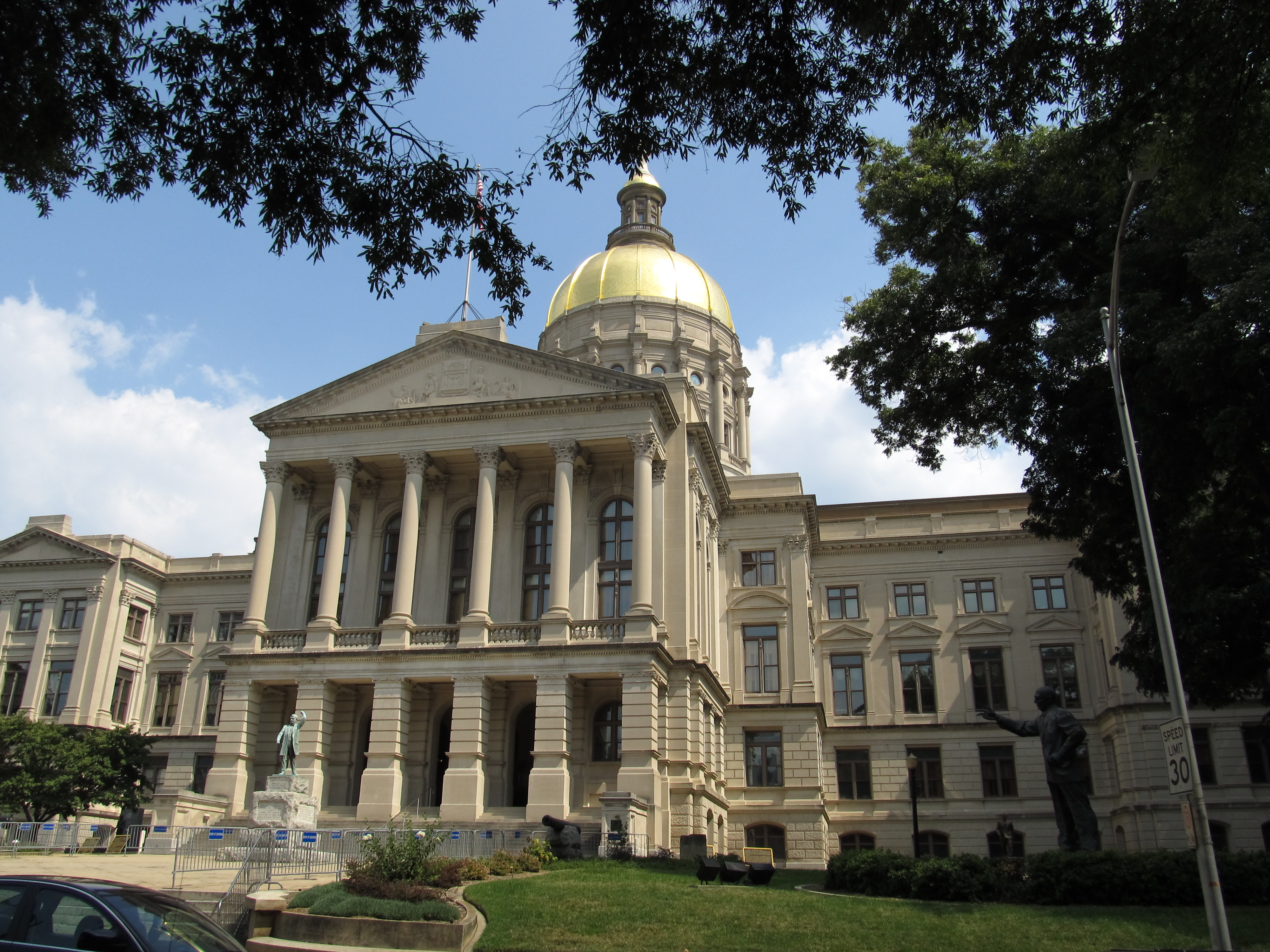
Entrada frontal del Capitolio de Georgia

El Museo del Capitolio de Georgia es una institución de educación pública ubicada en el edificio del Capitolio bajo la administración de las Bibliotecas de la Universidad de Georgia. El museo busca preservar e interpretar la historia del Capitolio de Georgia en Atlanta, las funciones del gobierno y los eventos que han ocurrido en el Capitolio. Para lograr esto, el museo recopila, conserva e interpreta artefactos relacionados con el Capitolio o asociados con los eventos que han ocurrido allí.

## Liberty Plaza
En 2015, se inauguró una gran plaza pública al este del Capitolio llamada Liberty Plaza. Después de su inauguración, muchos monumentos se trasladaron desde otras partes de los terrenos del Capitolio a la plaza, incluidas las réplicas de la Campana de la Libertad y de la Estatua de la Libertad.

## Monumentos en los terrenos del Capitolio

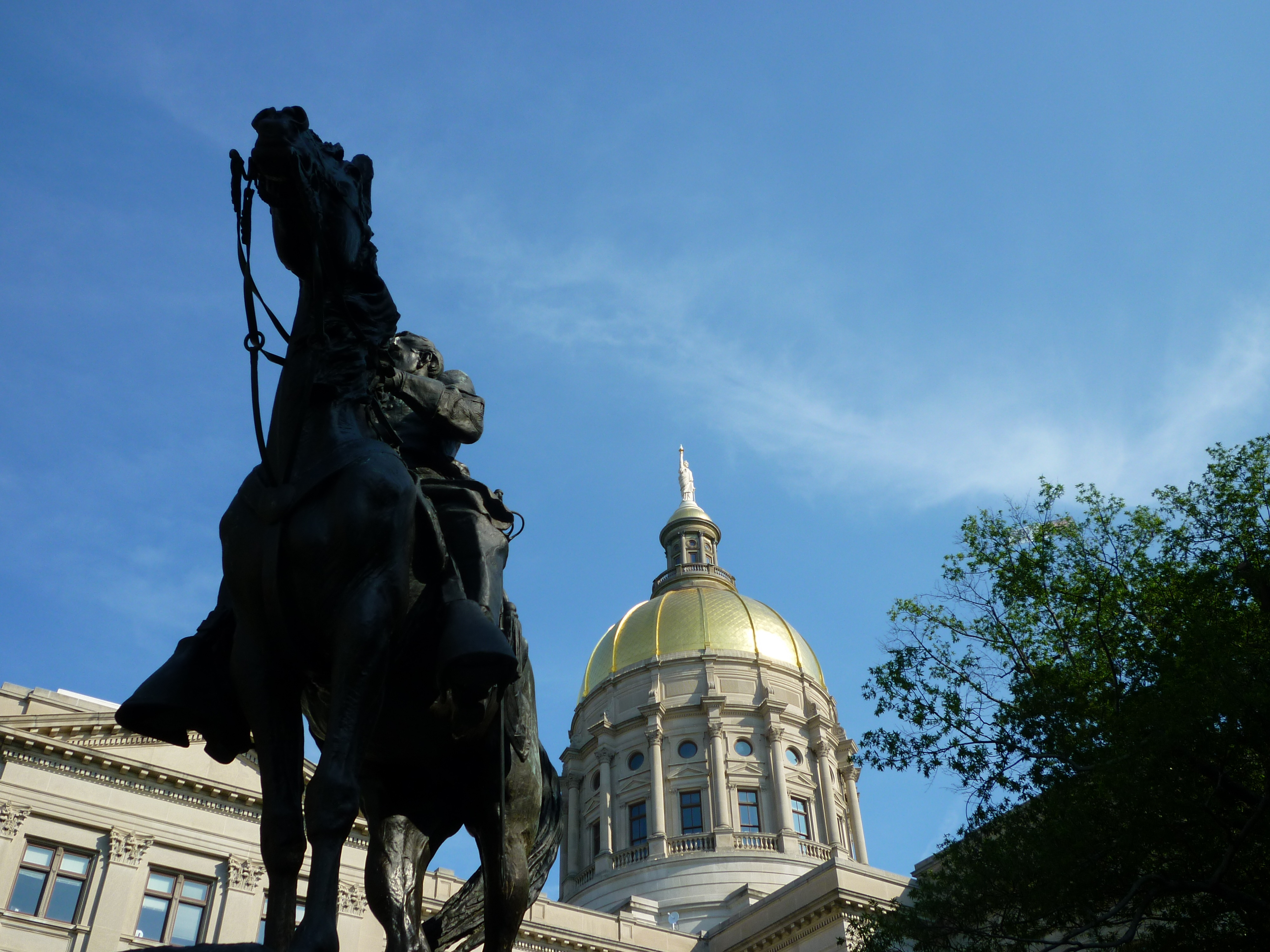
Estatua de John Brown Gordon

- Estatua ecuestre de John Brown Gordon (erigida en 1907);[13]
- Joseph E. Brown (también senador estadounidense y presidente de la Corte Suprema de Georgia) y Elizabeth Brown (1928);
- Estatua de Eugene Talmadge (1949);
- Richard B. Russell (también senador de Estados Unidos y en la legislatura de Georgia) (1975);
- Herman Talmadge (también senador de Estados Unidos) (1990);
- Estatua de Jimmy Carter (también presidente de Estados Unidos y miembro del Senado de Georgia) (1992);
- Estatua de Ellis Arnall (también fiscal general del estado) (1997);[14]

Otras personas
- Placa y árbol en honor a William Ambrose Wright, teniente del Ejército de los Estados Confederados y contralor del estado de Georgia durante cincuenta años, así como comisionado de seguros. Erigido por la Atlanta Ladies Memorial Association, el 19 de enero de 1930;[15]
- Estatua de Benjamin Harvey Hill (senador confederado, senador de Estados Unidos y representante de Estados Unidos);[16]
- Estatua de Martin Luther King Jr. (2017);[17]

Otros
- Marcador de historia de la encuesta de la Guardia Costera de Estados Unidos (1874);
- Reproducción de la campana de la libertad (1950);
- Réplica de la estatua de la libertad (1951);
- Monumento a los Veteranos de la Guerra Española (1967);
- Llama de la libertad (Legión americana) (1969);
- Expelled Because of Color, un estatua de bronce de 1,8 metros de John Thomas Riddle, Jr., en los terrenos del Capitolio (1978).[18] Fue encargado en 1976 por el Caucus Legislativo Negro de Georgia y presentado en 1978. La estatua conmemora a los 33 originales, los 33 legisladores afroamericanos que fueron expulsados de la legislatura de Georgia en 1868;
- Monumento a la guerra de Vietnam (1979);
- DOGNY Project Sculpture (2002) - Memorial del 11 de septiembre, al otro lado de la calle del Capitolio;[19]

Estatua eliminada
- Estatua de Thomas E. Watson (erigida en 1932, trasladada en 2013) (senador de Estados Unidos y Representante de Estados Unidos, nominado a vicepresidente del Partido Popular ). En 2013, el gobernador Nathan Deal ordenó que la estatua se trasladara al otro lado de la calle hasta la Park Plaza.[20]

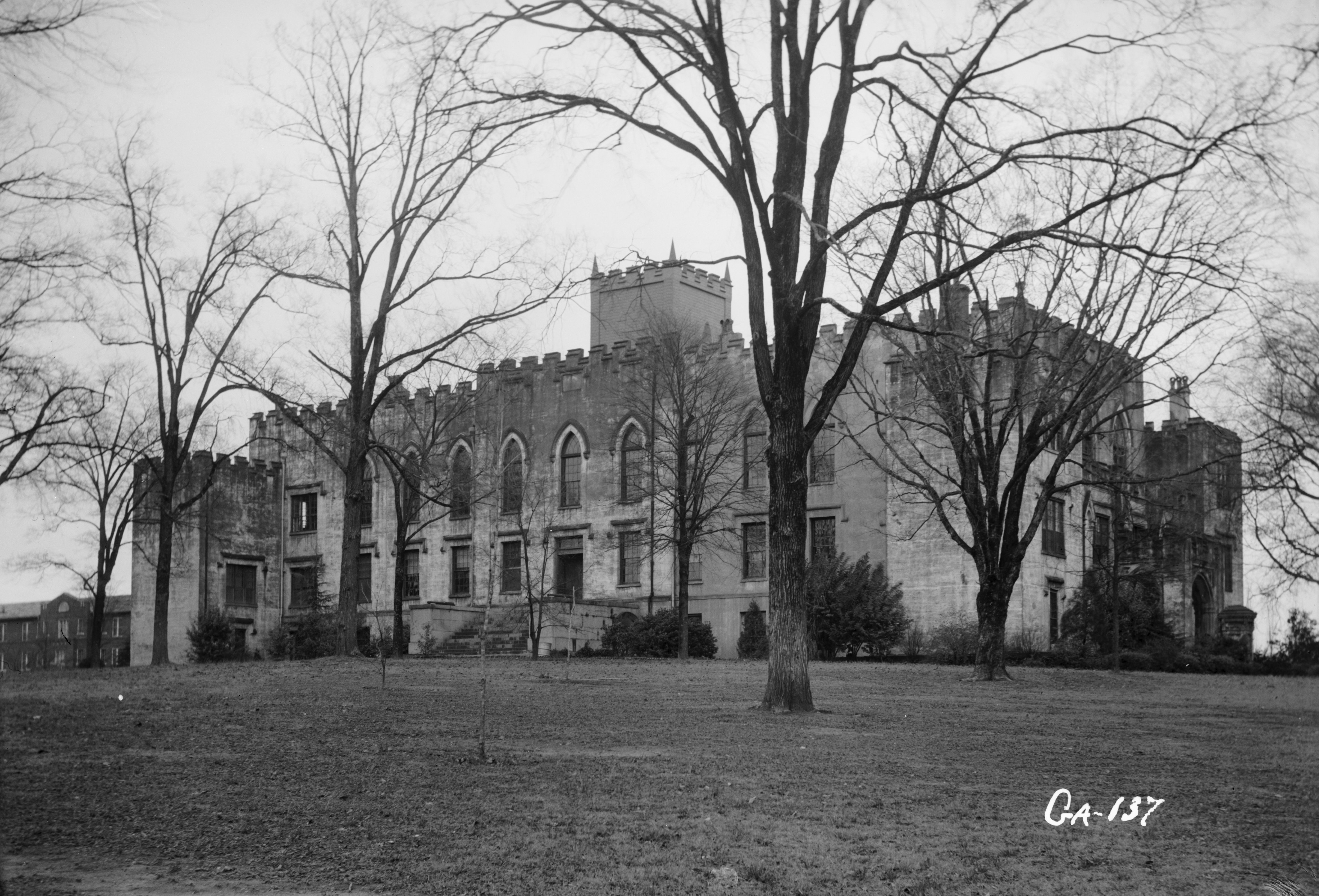
Segundo edificio del capitolio de Georgia, 1937.

El Viejo Capitolio está en el 201 East Greene Street, Milledgeville, Georgia, y sirvió como capitolio del estado desde 1807 hasta 1867. El edificio fue severamente dañado por un incendio el 24 de marzo de 1941 y fue reconstruido en su diseño anterior para servir como parte del Georgia Military College. El primer piso del antiguo capitolio está abierto como museo.

## Apariciones
Algunas partes de la filmación del episodio principal de la novena temporada del programa de televisión The Walking Dead se filmaron alrededor y dentro del Capitolio de Georgia durante un período de dos días.